# Got, mencz un tajfl
Got, mencz un tajfl (polnischer OT Bóg, człowiek i szatan) war ein jiddischer Stummfilm aus Polen von 1912.
Der Kurzfilm basiert auf dem gleichnamigen Theaterstück von Jakob Gordin. Er ist einer der frühesten jiddischen Filme überhaupt.

## Handlung
Das Drama des "Faust" von Goethe wird hier in ein jüdisches Schtetl in Russland versetzt.

## Produktion
Der Film geht auf eine Inszenierung durch das jiddische Theater von Abraham Kamiński in Warschau zurück. Die Schauspieler stammen überwiegend aus diesem Ensemble.
1950 verfilmte der jüdisch-amerikanische Regisseur Joseph Seiden das Stück erneut.